# Киршовка (Омская область)
Киршовка — деревня в Нижнеомском районе Омской области России. Входит в состав Хомутинского сельского поселения.
Население 224 чел. (2010) .

## История
В 1928 г. состояла из 132 хозяйств, основное население — русские. В составе Воскресенского сельсовета Еланского района Омского округа Сибирского края.

## Население
| 2010 |
| ---- |
| 224  |

Гендерный состав
По данным Всероссийской переписи населения 2010 года в гендерной структуре населения из 224 человек мужчин — 110, женщин — 114	(49,1 и 50,9 % соответственно)
Национальный состав
В 1928 г. основное население — русские.
Согласно результатам переписи 2002 года, в национальной структуре населения русские составляли 98 % от общей численности населения в 274 чел..

## Инфраструктура
Личное подсобное хозяйство.

## Транспорт
Автодорога «Нижняя Омка — Киршовка» (идентификационный номер 52 ОП МЗ Н-269) длиной 14,47 км..